# رينالدو نوسنتيني
رينالدو نوسنتيني (بالإيطالية: Rinaldo Nocentini)‏ (و. 1977  م) هو راكب دراجة هوائية، من إيطاليا، شارك في طواف إسبانيا، وطواف إسبانيا 2014، وسباق طواف فرنسا 2010، وطواف فرنسا، وطواف إسبانيا 2013.

## سباقات أو مراحل فاز بها
| التاريخ        | السباق                                                     | المركز                  |
| -------------- | ---------------------------------------------------------- | ----------------------- |
| 01 يناير 1995  | 1995 UCI Road World Championships – Junior men's road race |                         |
| 01 يناير 1998  | سباق الطريق لأقل من 23 سنة في بطولة العالم 1998            |                         |
| 04 مايو 2003   | جيرو دي توسكانا 2003                                       | الفائز في التصنيف العام |
| 25 أبريل 2004  | جيرو أبنينس 2004                                           |                         |
| 25 سبتمبر 2004 | طواف إيميليا 2004                                          |                         |
| 15 يونيو 2005  | 2005 Subida al Naranco                                     | الفائز في التصنيف العام |
| 04 أغسطس 2005  | 2005 Gran Premio Città di Camaiore                         |                         |
| 06 أكتوبر 2005 | كوبا ساباتيني 2005                                         |                         |
| 14 فبراير 2006 | تروفيو لايقويليا 2006                                      |                         |
| 14 مارس 2006   | تيرينو ادرياتيكو 2006                                      | التاسع في تصنيف النقاط  |
| 23 أبريل 2006  | جيرو أبنينس 2006                                           | الفائز في التصنيف العام |
| 15 أغسطس 2006  | طواف فيرزين 2006                                           |                         |
| 26 أغسطس 2006  | 2006 Giro del Veneto                                       | الفائز في التصنيف العام |
| 02 سبتمبر 2006 | 2006 Coppa Placci                                          | الفائز في التصنيف العام |
| 12 أكتوبر 2006 | طواف أوروبا للدراجات 2006                                  |                         |
| 07 أبريل 2007  | جائزة ميغيل إندوراين 2007                                  | الفائز في التصنيف العام |
| 24 فبراير 2008 | طواف هوت فار 2008                                          | قائد تصنيف طواف العالم  |
| 02 مارس 2008   | غران بريمو دي لوغانو 2008                                  | الفائز في التصنيف العام |
| 23 مارس 2008   | شوليه باي دي لوار 2008                                     | قائد تصنيف طواف العالم  |
| 14 فبراير 2010 | 2010 تور ميديترانين                                        | الفائز في التصنيف العام |
| 20 فبراير 2011 | طواف هوت فار 2011                                          |                         |
| 28 فبراير 2013 | 2013 Gran Premio Città di Camaiore                         |                         |
| 01 أكتوبر 2014 | ميلانو-تورينو 2014                                         |                         |
| 08 مايو 2016   | طواف أذربيجان 2016                                         |                         |
| 10 يوليو 2016  | 2016 Troféu Joaquim Agostinho                              | الفائز في التصنيف العام |
| 01 يناير 2017  | 2017 Troféu Joaquim Agostinho                              |                         |
| 05 أكتوبر 2017 | غران بيمونتي 2017                                          |                         |

## روابط خارجية
- رينالدو نوسنتيني على موقع الاتحاد الدولي للدراجات (الإنجليزية)
- رينالدو نوسنتيني على موقع أرشيف الدراجات (الإنجليزية)
- رينالدو نوسنتيني على موقع إحصائيات الدراجات الإحترافية (الإنجليزية)
- رينالدو نوسنتيني على موقع نسبة الدراجات (الإنجليزية)
- رينالدو نوسنتيني على موقع CycleBase (الإنجليزية)